# تپه آچیق‌تپه
تپه آچیق تپه مربوط به سده‌های اولیه و میانه دوران‌های تاریخی پس از اسلام است و در شهرستان ملایر، بخش جوکار، دهستان ترک شرقی، جنوب شرق روستای خردمند واقع شده و این اثر در تاریخ ۷ اسفند ۱۳۸۶ با شمارهٔ ثبت ۲۱۶۵۰ به‌عنوان یکی از آثار ملی ایران به ثبت رسیده است.